# Cantón de Villefagnan
El cantón de Villefagnan era una división administrativa francesa, que estaba situada en el departamento de Charente y la región de Poitou-Charentes.

## Composición
El cantón estaba formado por veinte comunas:
- Bernac
- Brettes
- Courcôme
- Empuré
- La Chèvrerie
- La Faye
- La Forêt-de-Tessé
- La Magdeleine
- Londigny
- Longré
- Montjean
- Paizay-Naudouin-Embourie
- Raix
- Saint-Martin-du-Clocher
- Salles-de-Villefagnan
- Souvigné
- Theil-Rabier
- Tuzie
- Villefagnan
- Villiers-le-Roux

## Supresión del cantón de Villefagnan
En aplicación del Decreto nº 2014-195 de 20 de febrero de 2014, el cantón de Villefagnan fue suprimido el 22 de marzo de 2015 y sus 20 comunas pasaron a formar parte del nuevo cantón de Charente-Norte.